# Bombus trinominatus
Bombus trinominatus — вид перетинчастокрилих комах роду джміль (Bombus) родини бджолиних (Apidae).

## Поширення
Вид поширений у гірських районах на півдні Мексики та у Гватемалі. Тісно пов'язаний з сосново-дубовими лісовими екосистемами. Його ареал розташований у діапазоні висот 2500-3500 над рівнем моря.